# Bayterek

Bayterek (cazaque: Бəйтерек, "choupo alto") é um monumento e mirante em Astana, a capital do Cazaquistão. Uma atração turística popular tanto entre os estrangeiros como os locais, é um símbolo da cidade e por si próprio representa a aquisição do novo status de Astana como capital do Cazaquistão.

## Projeto
O monumento tem o objetivo de representar um conto folclórico sobre uma árvore mítica da vida e um pássaro mágico da felicidade: o pássaro, chamado Samruk, pôs seu ovo na greta entre dois galhos de um choupo. A estrutura, que totaliza 105 metros de altura, consiste numa estrutura de uma parte estreita e cilíndrica que termina alargando-se em direção ao topo em braços mais largos (a "árvore"), na qual uma esfera dourada e espelhada de 22 metros (o "ovo"), que contém o mirante, apoia-se.
A altura do mirante é de 97 metros, simbolizando o ano da transferência da capital para Astana (1997). De seu topo é possível ver muito da cidade. Na plataforma há uma placa dourada, na qual há o contorno da mão direita de Nursultan Nazarbayev, o primeiro presidente da independente República do Cazaquistão. Um placa sugere aos visitantes colocar a própria mão na placa e fazerem um desejo: quando alguém o faz, o Hino Nacional do Cazaquistão começa a tocar. Além do mirante, a torre contém um grande aquário e uma galeria de arte.

## Galeria

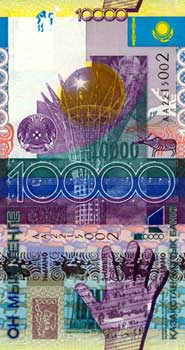
Cédula de 10000 tenge (2006).